# Volkstagswahl in Danzig 1930
- KPD: 7
- SPD: 19
- Polen: 2
- BDEH: 1
- Dt.Lib.: 1
- BAG: 2
- Z: 11
- DVG: 3
- DDWP: 2
- Nt.Lib: 2
- DNVP: 10
- NSDAP: 12

Die Wahl zum 4. Volkstag in der Freien Stadt Danzig am 16. November 1930 war die erste Wahl nach der vorangegangenen Verfassungsänderung, die das Parlament von 120 auf 72 Mitglieder verkleinert hatte. Sie führte zu einem Patt zwischen den linken und den bürgerlichen Parteien und machte die NSDAP zum Zünglein an der Waage.

## Ausgangssituation
In der Wahl zum 3. Volkstag am 13. November 1927 hatte sich eine Regierung nach dem Schema der Weimarer Koalition aus Sozialdemokraten, Zentrum und Liberalen unter Heinrich Sahm gebildet.
Die von Sahm selbst nicht geschätzte Mitte-links-Regierung war 1929 in der „Stahlhelm-Affäre“ schwer unter Druck geraten. Der Senat Sahm II hatte eine Tagung des Stahlhelms verboten, die am 4. und 5. Mai 1929 in Danzig stattfinden sollte. Hierzu waren 13.000 Stahlhelmer aus dem Reich erwartet worden. Die Sorge gewalttätiger Proteste von Linksradikalen hatte Sahm zum Verbot motiviert, deren Veranstaltung wurde nach Königsberg verlegt. Insbesondere die oppositionelle DNVP griff Sahm scharf an.
1930 kam es zu einer Regierungskrise. Am 29. März traten die Liberalen, am 2. April trat die SPD aus der Regierung aus. Sahm bemühte sich um einen bürgerlichen Senat unter Einschluss der DNVP. Dies gelang auch scheinbar. Am 19. Mai erfolgte die Wahl eines bürgerlichen Senates (der zusammen 63 Stimmen im Volkstag hatte). Allerdings trat dieser Senat bereits zwei Tage später zurück. Nun wurde erneut ein Mitte-links-Senat sondiert. Am 17. Juni erfolgte die Wahl von 8 Senatoren der SPD, 4 des Zentrums und 2 Senatoren der „Beamtengruppe“.
Mit Gesetz vom 4. Juli 1930 wurde die Verfassung der Freien Stadt Danzig geändert. Der Volkstag wurde darin auf 72, der Senat auf 12 Mitglieder verkleinert. Mit gleichem Gesetz wurden Senat und Volkstag zwei Monate nach dem Inkrafttreten der Verfassung aufgelöst. Hierdurch wurden die vorgezogenen Volkstagswahlen notwendig.

## Die Wahl
| 16. November 1930, Wahl zum 4. Volkstag                         | Stimmen   | Stimmen | Sitze  | Sitze |
| 16. November 1930, Wahl zum 4. Volkstag                         | überhaupt | v.H.    | überh. | v.H.  |
| Wahlberechtigte                                                 | 222.566   | 54,62   |        |       |
| Wähler                                                          | 198.237   |         |        |       |
| Wahlbeteiligung                                                 |           | 89,07   |        |       |
| ungültige Stimmen                                               | 366       | 0,18    |        |       |
| gültige Stimmen                                                 | 197.871   | 99,82   | 72     |       |
| davon:                                                          |           |         |        |       |
| Sozialdemokratische Partei                                      | 49.965    | 25,25   | 19     | 26,39 |
| Nationalsozialistische Deutsche Arbeiterpartei (Hitlerbewegung) | 32.457    | 16,40   | 12     | 16,67 |
| Zentrumspartei                                                  | 30.230    | 15,28   | 11     | 15,28 |
| Deutschnationale Volkspartei                                    | 25.938    | 13,11   | 10     | 13,89 |
| Kommunistische Partei                                           | 20.194    | 10,21   | 7      | 9,72  |
| Deutsch-Danziger Wirtschaftspartei                              | 6.368     | 3,22    | 2      | 2,78  |
| Deutsche Volksgemeinschaft »Landliste«                          | 5.312     | 2,68    | 3      | 4,17  |
| Polnische Partei                                                | 4.763     | 2,41    | 2      | 2,78  |
| Bürgerliche Arbeitsgemeinschaft                                 | 4.685     | 2,37    | 2      | 2,78  |
| Nationalliberale Bürgerpartei                                   | 4.400     | 2,22    | 2      | 2,78  |
| Berufsvertretung Danziger Eisenbahn- und Hafenbediensteter      | 3.480     | 1,76    | 1      | 1,39  |
| Deutschliberale Partei                                          | 3.254     | 1,64    | 1      | 1,39  |
| Polnisch-Katholische Partei                                     | 1.614     | 0,82    | -      | -     |
| Christliche Volkspartei                                         | 1.605     | 0,81    | -      | -     |
| Deutsche Volksgemeinschaft »Stadtliste«                         | 1.396     | 0,71    | -      | -     |
| Mieterpartei                                                    | 1.312     | 0,66    | -      | -     |
| Fischer und Räucherer                                           | 898       | 0,45    | -      | -     |

## Nachwahlentwicklung
Bei der Wahl büßten die Sozialdemokraten stark an Stimmen ein. Weder hatte sich einer Mehrheit für die linken noch eine für die bürgerlichen Parteien ergeben. Die NSDAP, die 12 Mandate errungen hatte, war Zünglein an der Waage geworden. Deutschnationale, Zentrum und Liberale bildeten den neuen Senat Ziehm, der von den Nationalsozialisten toleriert wurde. Im Herbst 1931 wurde in der NSDAP ein Sturz des Senates Ziehm diskutiert, Adolf Hitler entschied sich jedoch dagegen. Ende 1932 änderte Hitler seine Meinung und man wartete auf einen Anlass. Mit der Ernennung Hitlers zum Reichskanzler im Januar 1933 sah die NSDAP die Zeit gekommen. Sie entzog dem Senat Ziehm das Vertrauen und bot an, in einen gemeinsamen Senat mit den bürgerlichen Parteien einzutreten, wenn Hermann Rauschning Senatspräsident würde und die NSDAP den Innensenator stellen würde. Die bürgerlichen Parteien lehnten dies ab und der Senat trat geschlossen zurück. Er blieb noch bis zum 20. Juni 1933 geschäftsführend im Amt.